# Indian Wells Open
Індіан-Веллс Мастерс (англ. Indian Wells Masters, англ. BNP Paribas Open та англ. WTA Indian Wells Open) — тенісний турнір, який водночас проводиться серед жінок і серед чоловіків. Належить до обов'язкових прем'єрних (Premier Mandatory) турнірів у жінок, і серії ATP Мастерс 1000 — у чоловіків. Турнір відбувається у місті Індіан-Веллс, Каліфорнія, США. Як правило, проходить щороку в березні. Це перший із дев'яти турнірів ATP Masters 1000 і протягом багатьох років багато разів був визнаний найкращим турніром у своїй категорії.
Турнір проводиться на твердому покритті кортів; має найбільшу відвідуваність (понад 250 000) серед глядачів після турнірів серії Великого шлему. Турнір проводиться на кортах тенісного клубу Індіан-Веллс Теніс Гарден (Indian Wells Tennis Garden), який має 20 тенісних кортів, у тому числі й головний Стадіон 1 - другий за величиною у світі, на 16 100 глядачів.
Жіночий турнір до 1996 проводився за тиждень до початку чоловічого турніру.
Раніше цей турнір називався:
- Тенісні ігри Американських авіаліній (American Airlines Tennis Games) 1976—1978 та проводився в Мішен-Гіллс Кантрі Клаб (Mission Hills Country Club) в Палм-Спрінгз;
- Конголеум Класик (Congoleum Classic) 1979—1980 та переїхав у Ранчо-Міраж;
- Тенісні ігри Гранд Марінер/Ей-Ті-Пі (Grand Marnier/ATP Tennis Games) 1981 та проводився на новому стадіоні на 7,500 місць в готелі Ла-Квінта;
- Конголеум Класик (Congoleum Classic) 1982—1984;
- Пайлот Пен Класик (Pilot Pen Classic) 1985—1987. У 1987 році турнір знов переїжджає у нещодавно завершений 350-кімнатний готель Гранд Чемпіонс (Grand Champions) (нині Гаят Редженсі Індіан-Веллс Резорт та Спа — Hyatt Regency Indian Wells Resort & Spa), тим самим привівши його до Індіан-Веллс. Комплекс мав 12 кортів, включаючи тенісний стадіон на 10 000 місць, корт-клуб на 3000 місць, два трав'яні та два ґрунтові корти;
- Кубок чемпіонів Ньюсвік (Newsweek Champions Cup) 1988—1999. З 1990 року турнір серії ATP Мастерс 1000 ;
- Вірджинія Слімс Індіан-Веллс (Virginia Slims of Indian Wells) 1989—1990. З 1989 року проводиться офіційний жіночий WTA турнір третього рівня (Tier III), а з 1990 року другого рівня (Tier II);
- Вірджинія Слімс Палм-Спрінгз (Virginia Slims of Palm Springs) 1991;
- Матрикс Есеншіал кубок Еверта (Matrix Essentials Evert Cup) 1992—1993;
- Кубок Еверта (Evert Cup) 1994;
- Стейт Фарм кубок Еверта (State Farm Evert Cup) 1995—1998. Жіночий турнір до 1996 проводився за тиждень до початку чоловічого турніру. З 1997 року офіційний жіночий WTA турнір першого рівня (Tier I);
- Кубок Еверта (Evert Cup) 1999;
- Тенісна Серія Мастерс Індіан-Веллс представлений Ньюсвік (Tennis Masters Series Indian Wells presented by Newsweek) 2000—2001. Турнір переїжджає на корти тенісного клубу Індіан-Веллс Теніс Гарден;
- Відкритий чемпіонат Пасіфік Лайф представлений містом Індіан-Веллс (Pacific Life Open presented by City of Indian Wells) 2002—2008;
- З 2009 року — Відкритий чемпіонат Бі-Ен-Пі Паріба (BNP Paribas Open).

## Усі фінали

### Чоловіки. Одиночний розряд
| Місце        | Рік  | Чемпіон                                            | Опонент                                            | Рахунок                                            | Назва                          |
| ------------ | ---- | -------------------------------------------------- | -------------------------------------------------- | -------------------------------------------------- | ------------------------------ |
| Тусон        | 1974 | Джон Ньюкомб                                       | Артур Еш                                           | 6–3, 7–6                                           | American Airlines Tennis Games |
| Тусон        | 1975 | Джон Александер                                    | Іліє Настасе                                       | 7–5, 6–2                                           | American Airlines Tennis Games |
| Палм-Спрінгз | 1976 | Джиммі Коннорс                                     | Роско Теннер                                       | 6–4, 6–4                                           | American Airlines Tennis Games |
| Палм-Спрінгз | 1977 | Браян Готтфрід                                     | Гільєрмо Вілас                                     | 2–6, 6–1, 6–3                                      | American Airlines Tennis Games |
| Палм-Спрінгз | 1978 | Роско Теннер                                       | Рауль Рамірес                                      | 6–1, 7–6                                           | American Airlines Tennis Games |
| Ранчо Міраж  | 1979 | Роско Теннер (2)                                   | Браян Готтфрід                                     | 6–4, 6–2                                           | Congoleum Classic              |
| Ранчо Міраж  | 1980 | Фінал не відбувся через дощ                        | Фінал не відбувся через дощ                        | Фінал не відбувся через дощ                        | Congoleum Classic              |
| Ла Квінта    | 1981 | Джиммі Коннорс (2)                                 | Іван Лендл                                         | 6–3, 7–6                                           | Grand Marnier Tennis Games     |
| Ла Квінта    | 1982 | Яннік Ноа                                          | Іван Лендл                                         | 6–4, 2–6, 7–5                                      | Congoleum Classic (II)         |
| Ла Квінта    | 1983 | Хосе Ігерас                                        | Еліот Тельчер                                      | 6–4, 6–2                                           | Congoleum Classic (II)         |
| Ла Квінта    | 1984 | Джиммі Коннорс (3)                                 | Яннік Ноа                                          | 6–2, 6–7(7–9), 6–3                                 | Congoleum Classic (II)         |
| Ла Квінта    | 1985 | Ларрі Стефанкі                                     | Девід Пейт                                         | 6–1, 6–4, 3–6, 6–3                                 | Pilot Pen Classic              |
| Ла Квінта    | 1986 | Йоакім Нюстрьом                                    | Яннік Ноа                                          | 6–1, 6–3, 6–2                                      | Pilot Pen Classic              |
| Індіан-Веллс | 1987 | Борис Бекер                                        | Стефан Едберг                                      | 6–4, 6–4, 7–5                                      | Pilot Pen Classic              |
| Індіан-Веллс | 1988 | Борис Бекер (2)                                    | Еміліо Санчес Вікаріо                              | 7–5, 6–4, 2–6, 6–4                                 | Newsweek Champions Cup         |
| Індіан-Веллс | 1989 | Мілослав Мечирж                                    | Яннік Ноа                                          | 3–6, 2–6, 6–1, 6–2, 6–3                            | Newsweek Champions Cup         |
| Індіан-Веллс | 1990 | Стефан Едберг                                      | Андре Агассі                                       | 6–4, 5–7, 7–6(7–1), 7–6(8–6)                       | Newsweek Champions Cup         |
| Індіан-Веллс | 1991 | Джим Кур'є                                         | Гі Форже                                           | 4–6, 6–3, 4–6, 6–3, 7–6(7–4)                       | Newsweek Champions Cup         |
| Індіан-Веллс | 1992 | Майкл Чанг                                         | Андрій Чесноков                                    | 6–3, 6–4, 7–5                                      | Newsweek Champions Cup         |
| Індіан-Веллс | 1993 | Джим Кур’є (2)                                     | Вейн Феррейра                                      | 6–3, 6–3, 6–1                                      | Newsweek Champions Cup         |
| Індіан-Веллс | 1994 | Піт Сампрас                                        | Петр Корда                                         | 4–6, 6–3, 3–6, 6–3, 6–2                            | Newsweek Champions Cup         |
| Індіан-Веллс | 1995 | Піт Сампрас (2)                                    | Андре Агассі                                       | 7–5, 6–3, 7–5                                      | Newsweek Champions Cup         |
| Індіан-Веллс | 1996 | Майкл Чанг (2)                                     | Паул Гаргейс                                       | 7–5, 6–1, 6–1                                      | Newsweek Champions Cup         |
| Індіан-Веллс | 1997 | Майкл Чанг (3)                                     | Богдан Уліграх                                     | 4–6, 6–3, 6–4, 6–3                                 | Newsweek Champions Cup         |
| Індіан-Веллс | 1998 | Марсело Ріос                                       | Грег Руседські                                     | 6–3, 6–7(15–17), 7–6(7–4), 6–4                     | Newsweek Champions Cup         |
| Індіан-Веллс | 1999 | Марк Філіппуссіс                                   | Карлос Моя                                         | 5–7, 6–4, 6–4, 4–6, 6–2                            | Newsweek Champions Cup         |
| Індіан-Веллс | 2000 | Алекс Корретха                                     | Томас Енквіст                                      | 6–4, 6–4, 6–3                                      | TMS Indian Wells               |
| Індіан-Веллс | 2001 | Андре Агассі                                       | Піт Сампрас                                        | 7–6(7–5), 7–5, 6–1                                 | TMS Indian Wells               |
| Індіан-Веллс | 2002 | Ллейтон Г'юїтт                                     | Тім Генман                                         | 6–1, 6–2                                           | Pacific Life Open              |
| Індіан-Веллс | 2003 | Ллейтон Г’юїтт (2)                                 | Густаво Куертен                                    | 6–1, 6–1                                           | Pacific Life Open              |
| Індіан-Веллс | 2004 | Роджер Федерер                                     | Тім Генман                                         | 6–3, 6–3                                           | Pacific Life Open              |
| Індіан-Веллс | 2005 | Роджер Федерер (2)                                 | Ллейтон Г'юїтт                                     | 6–2, 6–4, 6–4                                      | Pacific Life Open              |
| Індіан-Веллс | 2006 | Роджер Федерер (3)                                 | Джеймс Блейк                                       | 7–5, 6–3, 6–0                                      | Pacific Life Open              |
| Індіан-Веллс | 2007 | Рафаель Надаль                                     | Новак Джокович                                     | 6–2, 7–5                                           | Pacific Life Open              |
| Індіан-Веллс | 2008 | Новак Джокович                                     | Марді Фіш                                          | 6–2, 5–7, 6–3                                      | Pacific Life Open              |
| Індіан-Веллс | 2009 | Рафаель Надаль (2)                                 | Енді Маррей                                        | 6–1, 6–2                                           | BNP Paribas Open               |
| Індіан-Веллс | 2010 | Іван Любичич                                       | Енді Роддік                                        | 7–6(7–3), 7–6(7–5)                                 | BNP Paribas Open               |
| Індіан-Веллс | 2011 | Новак Джокович (2)                                 | Рафаель Надаль                                     | 4–6, 6–3, 6–2                                      | BNP Paribas Open               |
| Індіан-Веллс | 2012 | Роджер Федерер (4)                                 | Джон Ізнер                                         | 7–6(9–7), 6–3                                      | BNP Paribas Open               |
| Індіан-Веллс | 2013 | Рафаель Надаль (3)                                 | Хуан Мартін дель Потро                             | 4–6, 6–3, 6–4                                      | BNP Paribas Open               |
| Індіан-Веллс | 2014 | Новак Джокович (3)                                 | Роджер Федерер                                     | 3–6, 6–3, 7–6(7–3)                                 | BNP Paribas Open               |
| Індіан-Веллс | 2015 | Новак Джокович (4)                                 | Роджер Федерер                                     | 6–3, 6–7(5–7), 6–2                                 | BNP Paribas Open               |
| Індіан-Веллс | 2016 | Новак Джокович (5)                                 | Милош Раонич                                       | 6–2, 6–0                                           | BNP Paribas Open               |
| Індіан-Веллс | 2017 | Роджер Федерер (5)                                 | Стен Вавринка                                      | 6–4, 7–5                                           | BNP Paribas Open               |
| Індіан-Веллс | 2018 | Хуан Мартін дель Потро                             | Роджер Федерер                                     | 6–4, 6–7(8–10), 7–6(7–2)                           | BNP Paribas Open               |
| Індіан-Веллс | 2019 | Домінік Тім                                        | Роджер Федерер                                     | 3–6, 6–3, 7–5                                      | BNP Paribas Open               |
| Індіан-Веллс | 2020 | Турнір не відбувся через світову пандемію COVID-19 | Турнір не відбувся через світову пандемію COVID-19 | Турнір не відбувся через світову пандемію COVID-19 | BNP Paribas Open               |
| Індіан-Веллс | 2021 | Cameron Norrie                                     | Ніколоз Басілашвілі                                | 3–6, 6–4, 6–1                                      | BNP Paribas Open               |
| Індіан-Веллс | 2022 | Тейлор Фріц                                        | Рафаель Надаль                                     | 6–3, 7–6(7–5)                                      | BNP Paribas Open               |
| Індіан-Веллс | 2023 | Карлос Алькарас                                    | Данило Медведєв                                    | 6–3, 6–2                                           | BNP Paribas Open               |
| Індіан-Веллс | 2024 | Карлос Алькарас                                    | Данило Медведєв                                    | 7–6(7–5), 6–1                                      | BNP Paribas Open               |
| Індіан-Веллс | 2025 | Джек Дрейпер                                       | Гольгер Руне                                       | 6–2, 6–2                                           |                                |

### Чоловіки. Парний розряд
| Місце        | Рік  | Чемпіон                                            | Опонент                                            | Рахунок                                            | Назва                          |
| ------------ | ---- | -------------------------------------------------- | -------------------------------------------------- | -------------------------------------------------- | ------------------------------ |
| Тусон        | 1974 | Чарлі Пасарелл Шервуд Стюарт                       | Том Едлефсен Мануель Орантес                       | 6–4, 6–4                                           | American Airlines Tennis Games |
| Тусон        | 1975 | Вільям Браун Рауль Рамірес                         | Реймонд Мур Денніс Ролстрон                        | 2–6, 7–6, 6–4                                      | American Airlines Tennis Games |
| Палм-Спрінгз | 1976 | Колін Діблі Сенді Меєр                             | Реймонд Мур Ерік Ван Діллен                        | 6–3, 7–5                                           | American Airlines Tennis Games |
| Палм-Спрінгз | 1977 | Боб Г'юїтт Фрю Макміллан                           | Марті Ріссен Роско Теннер                          | 7–6, 7–6                                           | American Airlines Tennis Games |
| Палм-Спрінгз | 1978 | Реймонд Мур Роско Теннер                           | Боб Г'юїтт Фрю Макміллан                           | 6–4, 6–4                                           | American Airlines Tennis Games |
| Ранчо Міраж  | 1979 | Джин Меєр Сенді Меєр (2)                           | Кліф Драйсдейл Брюс Менсон                         | 6–4, 7–6                                           | Congoleum Classic              |
| Ранчо Міраж  | 1980 | Фінал не відбувся через дощ                        | Фінал не відбувся через дощ                        | Фінал не відбувся через дощ                        | Congoleum Classic              |
| Ла Квінта    | 1981 | Брюс Менсон Браян Тічер                            | Террі Мур Еліот Телчер                             | 7–6, 6–2                                           | Grand Marnier Tennis Games     |
| Ла Квінта    | 1982 | Браян Готтфрід Рауль Рамірес                       | Джон Ллойд Дік Стоктон                             | 6–4, 3–6, 6–2                                      | Congoleum Classic (II)         |
| Ла Квінта    | 1983 | Браян Готфрід (2) Рауль Рамірес (2)                | Тіан Вільюн Дані Віссер                            | 6–3, 6–3                                           | Congoleum Classic (II)         |
| Ла Квінта    | 1984 | Бернард Міттон Балч Волтс                          | Скотт Девіс Ферді Тейган                           | 4–6, 6–4, 7–6                                      | Congoleum Classic (II)         |
| Ла Квінта    | 1985 | Гайнц Ґюнгардт Балаж Тароці                        | Кен Флек Роберт Сеґусо                             | 7–6, 7–5                                           | Pilot Pen Classic              |
| Ла Квінта    | 1986 | Пітер Флемінг Гі Форже                             | Яннік Ноа Шервуд Стюарт                            | 7–6, 6–2                                           | Pilot Pen Classic              |
| Індіан-Веллс | 1987 | Гі Форже (2) Яннік Ноа                             | Борис Бекер Ерік Єлен                              | 5–7, 7–6, 7–5                                      | Pilot Pen Classic              |
| Індіан-Веллс | 1988 | Борис Бекер Гі Форже (3)                           | Хорхе Лосано Тодд Вітскен                          | 6–3, 6–3                                           | Newsweek Champions Cup         |
| Індіан-Веллс | 1989 | Борис Бекер (2) Якоб Глашек                        | Кевін Каррен Девід Пейт                            | 3–6, 6–3, 6–4                                      | Newsweek Champions Cup         |
| Індіан-Веллс | 1990 | Борис Бекер (3) Гі Форже (4)                       | Джим Гребб Патрік Макінрой                         | 6–4, 6–3                                           | Newsweek Champions Cup         |
| Індіан-Веллс | 1991 | Джим Кур'є Хав'єр Санчес                           | Гі Форже Анрі Леконт                               | 7–6, 6–1                                           | Newsweek Champions Cup         |
| Індіан-Веллс | 1992 | Стів Девріє Девід Макферсон                        | Кент Кіннієр Свен Салумаа                          | 6–3, 2–6, 6–4                                      | Newsweek Champions Cup         |
| Індіан-Веллс | 1993 | Гі Форже (5) Анрі Леконт                           | Люк Єнсен Скотт Мелвілл                            | 4–6, 6–2, 7–6                                      | Newsweek Champions Cup         |
| Індіан-Веллс | 1994 | Грант Коннелл Патрік Гелбрайт                      | Байрон Блек Джонатан Старк                         | 3–6, 6–1, 7–6                                      | Newsweek Champions Cup         |
| Індіан-Веллс | 1995 | Томмі Го Бретт Стівен                              | Гері Мюллер Піт Норвал                             | 7–6, 6–7, 6–4                                      | Newsweek Champions Cup         |
| Індіан-Веллс | 1996 | Тодд Вудбрідж Марк Вудфорд                         | Браян Макфі Майкл Теббутт                          | 6–3, 6–4                                           | Newsweek Champions Cup         |
| Індіан-Веллс | 1997 | Марк Ноулз Деніел Нестор                           | Марк Філіппуссіс Патрік Рафтер                     | 7–5, 6–4                                           | Newsweek Champions Cup         |
| Індіан-Веллс | 1998 | Йонас Бйоркман Патрік Рафтер                       | Тодд Мартін Ричі Ренеберг                          | 6–4, 7–6                                           | Newsweek Champions Cup         |
| Індіан-Веллс | 1999 | Вейн Блек Сендон Столл                             | Елліс Феррейра Рік Ліч                             | 6–3, 6–4                                           | Newsweek Champions Cup         |
| Індіан-Веллс | 2000 | Алекс О'Браєн Джаред Палмер                        | Паул Гаргейс Сендон Столл                          | 6–4, 7–6(7–5)                                      | TMS Indian Wells               |
| Індіан-Веллс | 2001 | Вейн Феррейра Євген Кафельников                    | Йонас Бйоркман Тодд Вудбрідж                       | 6–2, 7–5                                           | TMS Indian Wells               |
| Індіан-Веллс | 2002 | Марк Ноулз (2) Деніел Нестор (2)                   | Роджер Федерер Максим Мирний                       | 6–4, 6–4                                           | Pacific Life Open              |
| Індіан-Веллс | 2003 | Вейн Феррейра (2) Євген Кафельников (2)            | Боб Браян Майк Браян                               | 3–6, 7–5, 6–4                                      | Pacific Life Open              |
| Індіан-Веллс | 2004 | Арно Клеман Себастьєн Грожан                       | Вейн Блек Кевін Ульєтт                             | 6–3, 4–6, 7–5                                      | Pacific Life Open              |
| Індіан-Веллс | 2005 | Марк Ноулз (3) Деніел Нестор (3)                   | Вейн Артурс Пол Генлі                              | 7–6(8–6), 7–6(7–2)                                 | Pacific Life Open              |
| Індіан-Веллс | 2006 | Марк Ноулз (4) Деніел Нестор (4)                   | Боб Браян Майк Браян                               | 6–4, 6–4                                           | Pacific Life Open              |
| Індіан-Веллс | 2007 | Мартін Дамм Леандер Паес                           | Джонатан Ерліх Енді Рам                            | 6–4, 6–4                                           | Pacific Life Open              |
| Індіан-Веллс | 2008 | Джонатан Ерліх Енді Рам                            | Деніел Нестор Ненад Зімоньїч                       | 6–4, 6–4                                           | Pacific Life Open              |
| Індіан-Веллс | 2009 | Марді Фіш Енді Роддік                              | Максим Мирний Енді Рам                             | 3–6, 6–1, 14–12                                    | BNP Paribas Open               |
| Індіан-Веллс | 2010 | Марк Лопес Рафаель Надаль                          | Деніел Нестор Ненад Зімоньїч                       | 7–6(10–8), 6–3                                     | BNP Paribas Open               |
| Індіан-Веллс | 2011 | Олександр Долгополов Ксав'є Малісс                 | Роджер Федерер Стен Вавринка                       | 6–4, 6–7(5–7), [10–7]                              | BNP Paribas Open               |
| Індіан-Веллс | 2012 | Марк Лопес (2) Рафаель Надаль (2)                  | Джон Ізнер Сем Кверрі                              | 6–2, 7–6(7–3)                                      | BNP Paribas Open               |
| Індіан-Веллс | 2013 | Боб Браян Майк Браян                               | Трет Г'юї Єжи Янович                               | 6–3, 3–6, [10–6]                                   | BNP Paribas Open               |
| Індіан-Веллс | 2014 | Боб Браян (2) Майк Браян (2)                       | Александер Пея Бруно Соарес                        | 6–4, 6–3                                           | BNP Paribas Open               |
| Індіан-Веллс | 2015 | Вашек Поспішил Джек Сок                            | Сімоне Болеллі Фабіо Фоніні                        | 6–4, 6–7(3–7), [10–7]                              | BNP Paribas Open               |
| Індіан-Веллс | 2016 | П'єр-Юг Ербер Ніколя Маю                           | Вашек Поспішил Джек Сок                            | 6–4, 7–6(7–5)                                      | BNP Paribas Open               |
| Індіан-Веллс | 2017 | Равен Класен Ражів Рам                             | Лукаш Кубот Марсело Мело                           | 6–7(1–7), 6–4, [10–8]                              | BNP Paribas Open               |
| Індіан-Веллс | 2018 | Джон Ізнер Джек Сок                                | Боб Браян Майк Браян                               | 7–6(7–4), 7–6(7–2)                                 | BNP Paribas Open               |
| Індіан-Веллс | 2019 | Нікола Мектич Орасіо Себальйос                     | Лукаш Кубот Марсело Мело                           | 4–6, 6–4, [10–3]                                   | BNP Paribas Open               |
| Індіан-Веллс | 2020 | Турнір не відбувся через світову пандемію COVID-19 | Турнір не відбувся через світову пандемію COVID-19 | Турнір не відбувся через світову пандемію COVID-19 | BNP Paribas Open               |
| Індіан-Веллс | 2021 | Джон Пірс (тенісист) Філіп Полашек                 | Аслан Карацев Андрій Рубльов                       | 6–3, 7–6(7–5)                                      | BNP Paribas Open               |
| Індіан-Веллс | 2022 | Джон Ізнер (2) Джек Сок (3)                        | Сантьяго Гонсалес Едуар Роже-Васслен               | 7–6(7–4), 6–3                                      | BNP Paribas Open               |
| Індіан-Веллс | 2023 | Роган Бопанна Меттью Ебден                         | Веслі Колгоф Ніл Скупскі                           | 6–3, 2–6, [10–8]                                   | BNP Paribas Open               |
| Індіан-Веллс | 2024 | Веслі Колгоф Нікола Мектич                         | Марсель Гранольєрс Орасіо Себальйос                | 7–6(7–2), 7–6(7–4)                                 | BNP Paribas Open               |
| Індіан-Веллс | 2025 | Марсело Аревало Мате Павич                         | Себастіан Корда Джордан Томпсон                    | 6–3, 6–4                                           |                                |

### Жінки. Одиночний розряд
| Рік                         | Чемпіон                                            | Опонент                                            | Рахунок                                            | Назва                          |
| --------------------------- | -------------------------------------------------- | -------------------------------------------------- | -------------------------------------------------- | ------------------------------ |
| ↓ Турнір 3-ї категорії ↓    | ↓ Турнір 3-ї категорії ↓                           | ↓ Турнір 3-ї категорії ↓                           | ↓ Турнір 3-ї категорії ↓                           | Virginia Slims of Indian Wells |
| 1989                        | Мануела Малеєва                                    | Дженні Бірн                                        | 6–4, 6–1                                           | Virginia Slims of Indian Wells |
| ↓ Турнір 2-ї категорії ↓    |                                                    |                                                    |                                                    | Virginia Slims of Indian Wells |
| 1990                        | Мартіна Навратілова                                | Гелена Сукова                                      | 6–2, 5–7, 6–1                                      | Virginia Slims of Indian Wells |
| 1991                        | Мартіна Навратілова (2)                            | Моніка Селеш                                       | 6–2, 7–6(8–6)                                      | Virginia Slims of Palm Springs |
| 1992                        | Моніка Селеш                                       | Кончіта Мартінес                                   | 6–3, 6–1                                           | Matrix Essentials Evert Cup    |
| 1993                        | Мері Джо Фернандес                                 | Аманда Кетцер                                      | 3–6, 6–1, 7–6(8–6)                                 | Matrix Essentials Evert Cup    |
| 1994                        | Штеффі Граф                                        | Аманда Кетцер                                      | 6–0, 6–4                                           | Evert Cup                      |
| 1995                        | Мері Джо Фернандес (2)                             | Наташа Звєрєва                                     | 6–4, 6–3                                           | State Farm Evert Cup           |
| 1996                        | Штеффі Граф (2)                                    | Кончіта Мартінес                                   | 7–6(7–5), 7–6(7–5)                                 | State Farm Evert Cup           |
| ↓ Турнір 1-ї категорії ↓    |                                                    |                                                    |                                                    | State Farm Evert Cup           |
| 1997                        | Ліндсі Девенпорт                                   | Іріна Спирля                                       | 6–2, 6–1                                           | State Farm Evert Cup           |
| 1998                        | Мартіна Хінгіс                                     | Ліндсі Девенпорт                                   | 6–3, 6–4                                           | State Farm Evert Cup           |
| 1999                        | Серена Вільямс                                     | Штеффі Граф                                        | 6–3, 3–6, 7–5                                      | Evert Cup (II)                 |
| 2000                        | Ліндсі Девенпорт (2)                               | Мартіна Хінгіс                                     | 4–6, 6–4, 6–0                                      | TMS Indian Wells               |
| 2001                        | Серена Вільямс (2)                                 | Кім Клейстерс                                      | 4–6, 6–4, 6–2                                      | TMS Indian Wells               |
| 2002                        | Даніела Гантухова                                  | Мартіна Хінгіс                                     | 6–3, 6–4                                           | Pacific Life Open              |
| 2003                        | Кім Клейстерс                                      | Ліндсі Девенпорт                                   | 6–4, 7–5                                           | Pacific Life Open              |
| 2004                        | Жустін Енен                                        | Ліндсі Девенпорт                                   | 6–1, 6–4                                           | Pacific Life Open              |
| 2005                        | Кім Клейстерс (2)                                  | Ліндсі Девенпорт                                   | 6–4, 4–6, 6–2                                      | Pacific Life Open              |
| 2006                        | Марія Шарапова                                     | Олена Дементьєва                                   | 6–1, 6–2                                           | Pacific Life Open              |
| 2007                        | Даніела Гантухова (2)                              | Світлана Кузнецова                                 | 6–3, 6–4                                           | Pacific Life Open              |
| 2008                        | Ана Іванович                                       | Світлана Кузнецова                                 | 6–4, 6–3                                           | Pacific Life Open              |
| ↓ Прем'єрний обов'язковий ↓ |                                                    |                                                    |                                                    |                                |
| 2009                        | Віра Звонарьова                                    | Ана Іванович                                       | 7–6(7–5), 6–2                                      | BNP Paribas Open               |
| 2010                        | Єлена Янкович                                      | Каролін Возняцкі                                   | 6–2, 6–4                                           | BNP Paribas Open               |
| 2011                        | Каролін Возняцкі                                   | Маріон Бартолі                                     | 6–1, 2–6, 6–3                                      | BNP Paribas Open               |
| 2012                        | Вікторія Азаренко                                  | Марія Шарапова                                     | 6–2, 6–3                                           | BNP Paribas Open               |
| 2013                        | Марія Шарапова (2)                                 | Каролін Возняцкі                                   | 6–2, 6–2                                           | BNP Paribas Open               |
| 2014                        | Флавія Пеннетта                                    | Агнешка Радванська                                 | 6–2, 6–1                                           | BNP Paribas Open               |
| 2015                        | Сімона Халеп                                       | Єлена Янкович                                      | 2–6, 7–5, 6–4                                      | BNP Paribas Open               |
| 2016                        | Вікторія Азаренко (2)                              | Серена Вільямс                                     | 6–4, 6–4                                           | BNP Paribas Open               |
| 2017                        | Олена Весніна                                      | Світлана Кузнецова                                 | 6–7(6–8), 7–5, 6–4                                 | BNP Paribas Open               |
| 2018                        | Осака Наомі                                        | Дарія Касаткіна                                    | 6–3, 6–2                                           | BNP Paribas Open               |
| 2019                        | Б'янка Андреєску                                   | Анджелік Кербер                                    | 6–4, 3–6, 6–4                                      | BNP Paribas Open               |
| 2020                        | Турнір не відбувся через світову пандемію COVID-19 | Турнір не відбувся через світову пандемію COVID-19 | Турнір не відбувся через світову пандемію COVID-19 | BNP Paribas Open               |
| 2021                        | Паула Бадоса                                       | Вікторія Азаренко                                  | 7–6(7–5), 2–6, 7–6(7–2)                            | BNP Paribas Open               |
| 2022                        | Іга Свьонтек                                       | Марія Саккарі                                      | 6–4, 6–1                                           | BNP Paribas Open               |
| 2023                        | Олена Рибакіна                                     | Аріна Соболенко                                    | 7–6(13–11), 6–4                                    | BNP Paribas Open               |
| 2024                        | Іга Свьонтек                                       | Марія Саккарі                                      | 6–4, 6–0                                           | BNP Paribas Open               |
| 2025                        | Мірра Андреєва                                     | Аріна Соболенко                                    | 2–6, 6–4, 6–3                                      | BNP Paribas Open               |

### Жінки. Парний розряд
| Рік                         | Чемпіон                                            | Опонент                                            | Рахунок                                            | Назва                          |
| --------------------------- | -------------------------------------------------- | -------------------------------------------------- | -------------------------------------------------- | ------------------------------ |
| ↓ Турнір 3-ї категорії ↓    | ↓ Турнір 3-ї категорії ↓                           | ↓ Турнір 3-ї категорії ↓                           | ↓ Турнір 3-ї категорії ↓                           | Virginia Slims of Indian Wells |
| 1989                        | Гана Мандлікова Пем Шрайвер                        | Розалін Феербенк Гретхен Раш                       | 6–3, 6–7(4–7), 6–3                                 | Virginia Slims of Indian Wells |
| ↓ Турнір 2-ї категорії ↓    |                                                    |                                                    |                                                    | Virginia Slims of Indian Wells |
| 1990                        | Яна Новотна Гелена Сукова                          | Джиджі Фернандес Мартіна Навратілова               | 6–2, 7–6(8–6)                                      | Virginia Slims of Indian Wells |
| 1991                        | Фінал не відбувся через дощ                        | Фінал не відбувся через дощ                        | Фінал не відбувся через дощ                        | Virginia Slims of Palm Springs |
| 1992                        | Клаудія Коде-Кільш Стефані Реге                    | Джилл Гетерінгтон Кеті Ріналді                     | 6–3, 6–3                                           | Matrix Essentials Evert Cup    |
| 1993                        | Ренне Стаббс Гелена Сукова (2)                     | Енн Гроссман Патрісія Гі                           | 6–3, 6–4                                           | Matrix Essentials Evert Cup    |
| 1994                        | Ліндсі Девенпорт Ліза Реймонд                      | Манон Боллеграф Гелена Сукова                      | 6–2, 6–4                                           | Evert Cup                      |
| 1995                        | Ліндсі Девенпорт (2) Ліза Реймонд (2)              | Лариса Савченко-Нейланд Аранча Санчес Вікаріо      | 2–6, 6–4, 6–3                                      | State Farm Evert Cup           |
| 1996                        | Чанда Рубін Бренда Шульц-Маккарті                  | Жулі Алар-Декюжі Наталі Тозья                      | 6–1, 6–4                                           | State Farm Evert Cup           |
| ↓ Турнір 1-ї категорії ↓    |                                                    |                                                    |                                                    | State Farm Evert Cup           |
| 1997                        | Ліндсі Девенпорт (3) Наташа Звєрєва                | Ліза Реймонд Наталі Тозья                          | 7–5, 6–2                                           | State Farm Evert Cup           |
| 1998                        | Ліндсі Девенпорт (4) Наташа Звєрєва (2)            | Александра Фусаї Наталі Тозья                      | 6–4, 2–6, 6–4                                      | State Farm Evert Cup           |
| 1999                        | Мартіна Хінгіс Анна Курникова                      | Мері Джо Фернандес Яна Новотна                     | 6–2, 6–2                                           | Evert Cup (II)                 |
| 2000                        | Ліндсі Девенпорт (5) Коріна Мораріу                | Анна Курникова Наташа Звєрєва                      | 6–2, 6–3                                           | TMS Indian Wells               |
| 2001                        | Ніколь Арендт Ай Суґіяма                           | Вірхінія Руано Паскуаль Паола Суарес               | 6–4, 6–4                                           | TMS Indian Wells               |
| 2002                        | Ліза Реймонд (3) Ренне Стаббс                      | Олена Дементьєва Жанетта Гусарова                  | 7–5, 6–0                                           | Pacific Life Open              |
| 2003                        | Ліндсі Девенпорт (6) Ліза Реймонд (4)              | Кім Клейстерс Ай Суґіяма                           | 3–6, 6–4, 6–1                                      | Pacific Life Open              |
| 2004                        | Вірхінія Руано Паскуаль Паола Суарес               | Світлана Кузнецова Олена Лиховцева                 | 6–1, 6–2                                           | Pacific Life Open              |
| 2005                        | Вірхінія Руано Паскуаль (2) Паола Суарес (2)       | Надія Петрова Меган Шонессі                        | 7–6(7–3), 6–1                                      | Pacific Life Open              |
| 2006                        | Ліза Реймонд (5) Саманта Стосур                    | Вірхінія Руано Паскуаль Меган Шонессі              | 6–2, 7–5                                           | Pacific Life Open              |
| 2007                        | Ліза Реймонд (6) Саманта Стосур (2)                | Латіша Чжань Чжуан Цзяжун                          | 6–3, 7–5                                           | Pacific Life Open              |
| 2008                        | Дінара Сафіна Олена Весніна                        | Янь Цзи Чжен Цзє                                   | 6–1, 1–6, [10–8]                                   | Pacific Life Open              |
| ↓ Прем'єрний обов'язковий ↓ |                                                    |                                                    |                                                    |                                |
| 2009                        | Вікторія Азаренко Віра Звонарьова                  | Хісела Дулко Шахар Пеєр                            | 6–4, 3–6, [10–5]                                   | BNP Paribas Open               |
| 2010                        | Квета Пешке Катарина Среботнік                     | Надія Петрова Саманта Стосур                       | 6–4, 2–6, [10–5]                                   | BNP Paribas Open               |
| 2011                        | Саня Мірза Олена Весніна (2)                       | Бетані Маттек-Сендс Меган Шонессі                  | 6–0, 7–5                                           | BNP Paribas Open               |
| 2012                        | Лізель Губер Ліза Реймонд (7)                      | Саня Мірза Олена Весніна                           | 6–2, 6–3                                           | BNP Paribas Open               |
| 2013                        | Катерина Макарова Олена Весніна (3)                | Надія Петрова Катарина Среботнік                   | 6–0, 5–7, [10–6]                                   | BNP Paribas Open               |
| 2014                        | Сє Шувей Пен Шуай                                  | Кара Блек Саня Мірза                               | 7–6(7–5), 6–2                                      | BNP Paribas Open               |
| 2015                        | Мартіна Хінгіс (2) Саня Мірза (2)                  | Катерина Макарова Олена Весніна                    | 6–3, 6–4                                           | BNP Paribas Open               |
| 2016                        | Бетані Маттек-Сендс Коко Вандевей                  | Юлія Гергес Кароліна Плішкова                      | 4–6, 6–4, [10–6]                                   | BNP Paribas Open               |
| 2017                        | Латіша Чжань Мартіна Хінгіс (3)                    | Луціє Градецька Катержина Сінякова                 | 7–6(7–4), 6–2                                      | BNP Paribas Open               |
| 2018                        | Сє Шувей (2) Барбора Стрицова                      | Катерина Макарова Олена Весніна                    | 6–4, 6–4                                           | BNP Paribas Open               |
| 2019                        | Елісе Мертенс Аріна Соболенко                      | Барбора Крейчикова Катержина Сінякова              | 6–3, 6–2                                           | BNP Paribas Open               |
| 2020                        | Турнір не відбувся через світову пандемію COVID-19 | Турнір не відбувся через світову пандемію COVID-19 | Турнір не відбувся через світову пандемію COVID-19 | BNP Paribas Open               |
| 2021                        | Сє Шувей (3) Елісе Мертенс (2)                     | Вероніка Кудерметова Олена Рибакіна                | 7–6(7–1), 6–3                                      | BNP Paribas Open               |
| 2022                        | Сюй Їфань Ян Чжаосюань                             | Ейжа Мугаммад Ена Сібахара                         | 7–5, 7–6(7–4)                                      | BNP Paribas Open               |
| 2023                        | Барбора Крейчикова Катержина Сінякова              | Беатріс Аддад Мая Лаура Зігемунд                   | 6–1, 6–7(3–7), [10–7]                              | BNP Paribas Open               |
| 2024                        | Сє Шувей Елісе Мертенс                             | Сторм Гантер Катержина Сінякова                    | 6–3, 6–4                                           | BNP Paribas Open               |
| 2025                        | Ейджа Мухаммад Демі Схюрс                          | Тереза Михалікова Олівія Ніколлз                   | 6–2, 7–6(7–4)                                      | BNP Paribas Open               |